# Lorena Castell
Lorena Castell Barragán (Barcelona, 4 de febrero de 1981) es una presentadora y colaboradora de televisión y radio española.

## Biografía
Es hija de disc jockeys de los años 80, por lo que creció influenciada por la música. En marzo de 2006 formó el grupo "Lorena C", compuesto por ella, Carlos García Bayona y Toni Buenadicha. En 2008 se presentaron a Salvemos Eurovisión para representar a España en el Festival de Eurovisión, con el tema Piensa gay. Quedaron sextos y resultó ganador Chikilicuatre. 
Debutó en la televisión local de Barcelona 8tv junto a Jordi González como colaboradora diaria y coordinadora musical del programa Vitamina N. (2002-2003). También colaboró en el reality show El Marco (Antena 3, 2010 ), en Los Managers (2010), y Lo que diga la rubia (2010) ambos en Cuatro, donde presentó  No le digas a mamá que trabajo en la tele (2011) con Goyo Jiménez, Dani Rovira. 
En Telecinco, fue colaboradora de Gran Hermano: El Debate (2009 a 2011) y presentó Gran Hermano 12: Resumen (2010 y 2011). Luego concursó en Splash! Famosos al agua (Antena 3, 2013) y en verano de 2014 presentó en TVE Vivan los bares (2014), junto a Juanito Makandé. 
Al año siguiente, 2015, se incorporó como colaboradora a Espejo público en Antena 3, donde estuvo hasta 2016. Además, fue colaboradora en Zapeando en La Sexta durante los veranos de 2015 y 2016, hasta que se ganó silla fija en programa, llegando a presentarlo ocasionalmente, hasta 2023.
En 2011 fue presentadora y locutora de radio en Yu: no te pierdas nada de Los 40 Principales junto a Dani Mateo y Jorge Ponce, entre otros. 
En 2017 se incorporó al programa de MTV España Vergüenza Ajena: Made in Spain como co-resentadora, junto a Luis Fernández, tuvo su propio espacio, Lorena y sus Hangouts, en la emisora de radio Sol Música y participó en 1, 2, 3... hipnotízame (Antena3).
En noviembre de 2022 ganó la séptima edición del concurso de La 1, MasterChef Celebrity y gracias a ello, en diciembre presentó el programa navideño Lorenavidad en la plataforma RTVE play. 
En 2023 presentó el programa de La 1, Vamos a llevarnos bien  y resultó ganadora en el concurso de humor Me resbala en su nueva etapa en Telecinco presentado por Lara Álvarez junto a Aníbal Gómez, Paula Púa, Juanma Castaño o Paz Padilla. 
En noviembre de 2024, Telecinco anuncia que será presentadora de Caiga Quien Caiga, junto a Santi Millán, y Pablo González Batista. 
Como actriz hizo el personaje de Lorena en la serie de la autonómica catalana TV3, No n'hi ha prou (2002 y 2005), participó en cortometrajes, tuvo un papel menor en la película Spanish Movie (2009), y salió en un episodio de la serie de humor Capítulo 0 (Movistar+, 2018).

### Otros proyectos
Al margen de la radio y la televisión, Lorena sigue realizando conciertos como cantante con su grupo "Lorena C".
En el 2017 abrió junto a Dani Mateo y otro socio El Ideal, un bar en el barrio de Malasaña, Madrid, donde atraía a la clientela con su show Bingo para señoras, un encuentro fiestero dónde se jugaba al bingo. En 2022 cerró el bar. Sin embargo, Lorena traslado su popular show al teatro de Florida Park (El Retiro), logrando presentar y protagonizar de su propio espectáculo de revista, el cual se trata de una representación que combina bingo, baile y números musicales. Bingo para señoritas, que luego pasó a Palacio Vistalegre, sigue hasta la actualidad (2024)   
Tiene su propia tienda de tatuajes en Madrid. En 2015 empezó a aficionarse a tatuar, practicando en su propia piel.

## Filmografía

### Películas
| Películas | Películas     | Películas | Películas    |
| Año       | Título        | Personaje | Notas        |
| --------- | ------------- | --------- | ------------ |
| 2008      | Reality       | Loli      | Cortometraje |
| 2009      | Spanish Movie | Juani     | Papel menor  |
| 2013      | Secretos      | Lorena    | Cortometraje |

### Series de televisión
| Series de televisión | Series de televisión | Series de televisión | Series de televisión | Series de televisión |
| Año                  | Título               | Cadena               | Personaje            | Notas                |
| -------------------- | -------------------- | -------------------- | -------------------- | -------------------- |
| 2002-2005            | No n'hi ha prou      | TV3                  | Lorena               | 9 episodios          |
| 2018                 | Capítulo 0           | #0                   | Secretaria           | 1 episodio           |

### Series web
| Series en línea | Series en línea | Series en línea | Series en línea |
| Año             | Título          | Personaje       | Notas           |
| --------------- | --------------- | --------------- | --------------- |
| 2013            | Fantasmagórica  | Fantasma        | 10 episodios    |

### Programas de televisión
| Programas de televisión | Programas de televisión                   | Programas de televisión | Programas de televisión                         |
| Año                     | Título                                    | Canal                   | Notas                                           |
| ----------------------- | ----------------------------------------- | ----------------------- | ----------------------------------------------- |
| 2008                    | ¿Por qué no te callas?                    | Telecinco               | Colaboradora                                    |
| 2008                    | La Via Làctia                             | 8tv                     | Copresentadora                                  |
| 2009-2011               | Gran Hermano: El Debate                   | Telecinco               | Colaboradora                                    |
| 2010                    | El marco                                  | Antena 3                | Copresentadora                                  |
| 2010                    | Lo que diga la rubia                      | Cuatro                  | Colaboradora                                    |
| 2010-2011               | Gran Hermano 12: Resumen                  | Telecinco               | Presentadora                                    |
| 2011                    | No le digas a mamá que trabajo en la tele | Cuatro                  | Presentadora                                    |
| 2013                    | Tu cara más solidaria 2                   | Antena 3                | Concursante como Dolly Parton, 1.ª expulsada    |
| 2013                    | Lorena y sus Hangouts                     | Sol Música              | Presentadora                                    |
| 2013                    | Splash! Famosos al agua                   | Antena 3                | Concursante - 7.ª clasificada                   |
| 2013; 2018; 2023-2024   | El hormiguero                             | Antena 3                | Invitada                                        |
| 2014                    | Vivan los bares                           | La 1                    | Presentadora                                    |
| 2015-2023               | Zapeando                                  | La Sexta                | Colaboradora                                    |
| 2015-2016               | Espejo público                            | Antena 3                | Colaboradora                                    |
| 2016                    | Tu cara me suena: Elige al primero        | Antena 3                | Concursante como Janet Jackson, 7.ª clasificada |
| 2016-2017               | Sol Música no para                        | Sol Música              | Presentadora                                    |
| 2017                    | Vergüenza Ajena (Made in Spain)           | MTV España y Neox       | Colaboradora                                    |
| 2017                    | 1, 2, 3... hipnotízame                    | Antena 3                | Colaboradora                                    |
| 2018                    | Viajeras con B                            | DKiss y #0              | Presentadora                                    |
| 2018                    | Crush: la pasta te aplasta                | La 1                    | Invitada con Sara Escudero                      |
| 2020                    | Top photo                                 | Neox                    | Presentadora                                    |
| 2020; 2022              | Pasapalabra                               | Antena 3                | Invitada                                        |
| 2021-2023               | Zapeando                                  | La Sexta                | Presentadora sustituta                          |
| 2022                    | El desafío                                | Antena 3                | Concursante - 7.ª clasificada                   |
| 2022                    | LOL: Si te ríes, pierdes                  | Amazon Prime Video      | Concursante - 7.ª expulsada                     |
| 2022                    | MasterChef Celebrity                      | La 1                    | Concursante - Ganadora                          |
| 2023                    | Vamos a llevarnos bien                    | La 1                    | Presentadora                                    |
| 2023                    | MasterChef                                | La 1                    | Invitada                                        |
| 2023                    | Me resbala                                | Telecinco               | Concursante                                     |
| 2023                    | MasterChef Celebrity                      | La 1                    | Invitada                                        |
| 2023                    | MasterChef Junior                         | La 1                    | Invitada                                        |
| 2023-2024               | La resistencia                            | #0 / Movistar Plus+     | Invitada                                        |
| 2024                    | Martínez y Hermanos                       | Cuatro                  | Invitada                                        |
| 2024                    | Mental Masters                            | Telecinco               | Concursante                                     |
| 2025                    | Caiga quien caiga                         | Telecinco               | Presentadora                                    |
| 2025                    | Got Talent España                         | Telecinco               | Jurado                                          |

### Programas de radio
| Radio     | Radio                 | Radio                                      | Radio                         |
| Año       | Título                | Emisora                                    | Notas                         |
| --------- | --------------------- | ------------------------------------------ | ----------------------------- |
| 2012-2022 | Yu no te pierdas nada | LOS 40 (2012-2019) / Europa FM (2019-2022) | Copresentadora y colaboradora |
| 2018      | Las Chicas            | Cadena SER                                 | Colaboradora                  |
| 2018      | Hoy por hoy           | Cadena SER                                 | Colaboradora                  |
| 2020-2022 | Yu music              | Europa FM                                  | Presentadora con Bnet         |

## Discografía
- 2008 - Sexykiller, morirás por ella.

## Vida privada
En abril de 2013 y durante la gala final del concurso televisivo Splash! Famosos al agua, su novio, Juanito Makandé, le pidió matrimonio y ella aceptó. Se casaron en septiembre en El Palmar de Vejer, Cádiz.
En septiembre de 2015, la pareja dio por finalizada su relación de mutuo acuerdo a causa de la distancia y de los trabajos de ambos.
En marzo de 2019 da a luz a su primer hijo, Río, fruto de su relación con el empresario Eduardo Dabán. En abril de 2020 la relación se acabó por motivos desconocidos.
A finales del 2021, mientras grababa El desafío, empezó una relación con el actor Rubén Bernal. 